# Caicassa
Caicassa (Caicasa, Kaikasa) ist eine osttimoresische Aldeia und Suco im Verwaltungsamt Fatuberlio (Gemeinde Manufahi). Der Suco Caicassa besteht aus zwei voneinander getrennten Territorien im Norden und im Süden des Verwaltungsamts. In beiden gibt es jeweils auch einen Ort namens Caicassa.

## Geographie und Einwohner

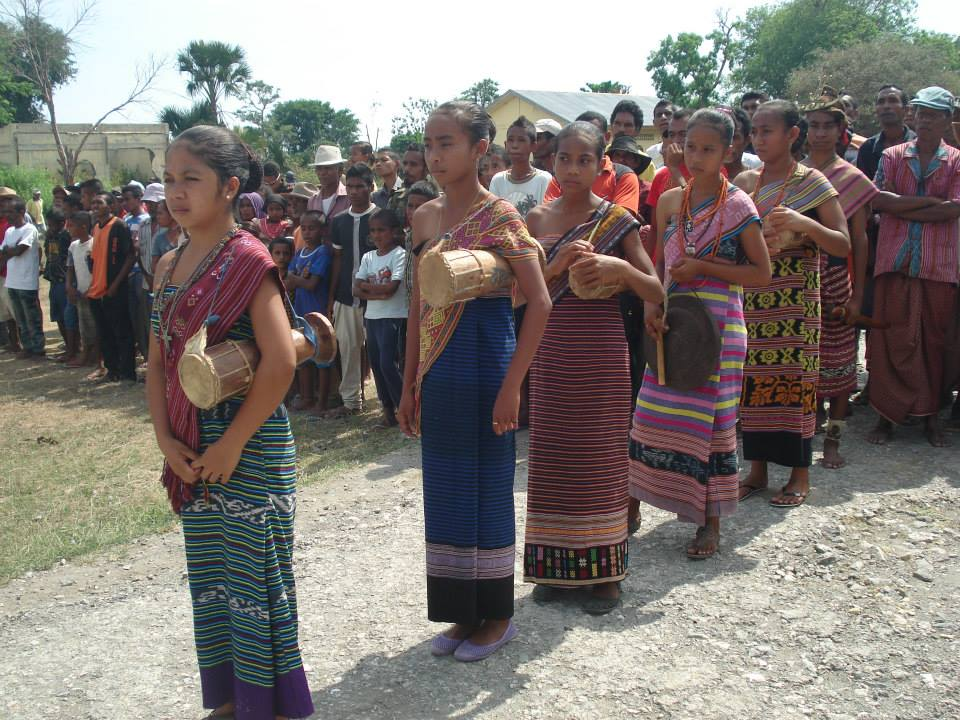
Feierlichkeiten in Caicassa

Vor der Gebietsreform 2015 hatte Caicassa eine Fläche von 105,17 km². Nun sind es 108,16 km².
In Caicassa leben 1.133 Einwohner (2022), davon sind 604 Männer und 529 Frauen. Im Suco gibt es 216 Haushalte. Fast 88 % der Einwohner geben Tetum Terik als ihre Muttersprache an. Über 10 % sprechen Lakalei, knapp 2 % Tetum Prasa und eine kleine Minderheit Mambai.
Im Suco befinden sich die vier Aldeias Ailalec, Bubur Laletec, Caicassa und Sucaer Oan.

### Der Nordteil
Der Nordteil wurde früher Caicassa 1 genannt. Er liegt im Nordwesten des Verwaltungsamts Fatuberlio. Westlich liegt die Sucos Fahinehan und Bubussuso und östlich der Suco Fatucahi. Im Süden grenzt Nord-Caicassa an das Verwaltungsamt Alas mit seinem Suco Dotik und im Nordwesten an das Verwaltungsamt Turiscai mit seinen Sucos Orana, Foholau und Matorec. Im Nordosten liegt das zur Gemeinde Manatuto gehörende Verwaltungsamt Laclubar mit seinem Suco Fatumaquerec. Der Südliche Lacló entspringt im Westen von Nord-Caicassa und bildet später den Grenzfluss zu Bubususo. Nahe der Quelle liegt auch ein größerer See. Im Norden entsteht aus mehreren kleinen Flüssen der Clerec, der zunächst der Grenze zu Fatumaquerec, dann jener zu Fatucahi folgt, bevor er Nord-Caicassa durchquert und dann den südlichen Teil der Grenze zu Dotik bildet.
Der Ort Caicassa liegt im Zentrum des nördlichen Teils des Sucos, auf einer Meereshöhe von 608 m. Es ist die einzige größere Siedlung im gesamten Nordteil des Sucos. Hier befindet sich auch eine Grundschule.

### Der Südteil
Der Südteil wurde früher Caicassa 2 genannt. Er liegt im Südwesten von Fatuberlio. Nordwestlich liegt der Nordteil des Sucos Fatucahi, sein Südteil östlich. Nördlich und südlich davon schießt sich der Suco Clacuc an. Südwestlich liegt der Suco Dotik und im Süden liegt die Timorsee. Der Clerec folgt den halben Weg entlang der Grenze zu Dotik, bevor er sich im sumpfigen Gelände nahe der Küste verliert. Hier liegen mehrere größere Seen, wie der Lagoa Uebete, der Lagoa Uecoceo und der Lagoa Ueharis. Den Norden von Süd-Caicassa durchquert der Fluss Oricani, der dann einem Stück der Grenze zu Nordfatucahi folgt, bevor er als Cuicran in den Clerec mündet.
Nördlich der Sümpfe und Seen durchquert die südliche Küstenstraße, eine der wichtigsten Überlandstraßen Osttimors, den Suco. An ihr liegen die Dörfer Caicassa, Ailalec, Bubur Laletec (Buburlalete) und Sucaer Oan (Sucairau). Der südliche Ort Caicassa liegt im Süden des Südteils des Sucos, auf einer Meereshöhe von 102 m. Auch hier gibt es eine Grundschule.

## Geschichte
1975 begann Indonesien mit der Besetzung von Osttimor. Fatuberlio war ein Rückzugsgebiet des Widerstands durch die FALINTIL. Die Einwohner der Sucos Caicassa, Bubussuso und Fahinehan ergaben sich den Invasoren 1978, nachdem die Widerstandsbasis (base de apoio) Centro Sul zerstört worden war. Zunächst wurden sie in der Küstenregion Manufahis versammelt, dann in Fahinehan unter der Kontrolle des indonesischen Airborne Infantry Battalion 100. Viele der Zivilisten starben durch den Mangel an Nahrungsmitteln und Medikamenten. In der Umgebung durften die Internierten nur in Begleitung von Soldaten nach Nahrung suchen. Dabei durften sie sich nicht mehr als ein Kilometer vom Lager entfernen. Zwei Männer wurden erschossen, weil sie die Grenze überschritten hatten. Auch im Ort Turiscai wurden Einwohner der drei Sucos interniert.
1981 wurden die Einwohner von Caicassa von den indonesischen Besatzern nach Welaluhu (Suco Clacuc) zwangsumgesiedelt. Viele starben an Malaria und Hunger.

## Politik

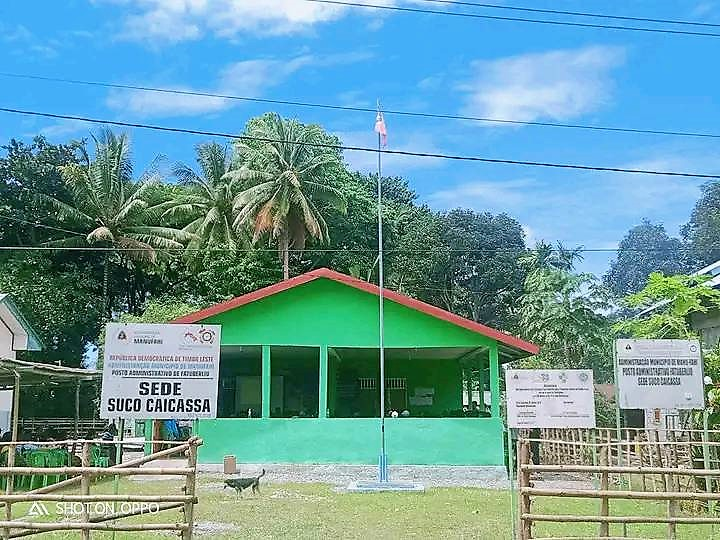
Sitz des Sucos (2023)

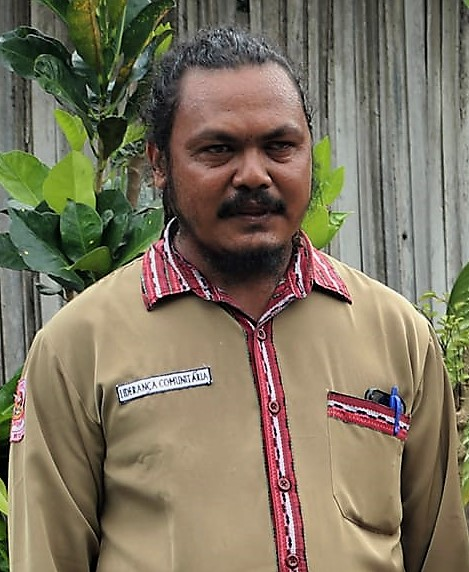
Euqluides Torrezão (2023)

Bei den Wahlen von 2004/2005 wurde Marcos Monteiro zum Chefe de Suco gewählt. Bei den Wahlen 2009 gewann Henrique de Jesus und 2016 Euqluides Torrezão.